# 浙江大学农业与生物技术学院
浙江大学农业与生物技术学院成立于1999年6月，隶属于浙江大学农业生命环境学部，现有农学系、园艺系、植物保护系、茶学系、应用生物科学系5个系，以及原子核农业科学研究所、生物技术研究所、作物科学研究所、茶叶研究所、昆虫科学研究所、农药与环境毒理研究所、蔬菜研究所、果树科学研究所、园林研究所共计9个研究所。

## 简介
有农学、园艺学、植物保护学、茶学、应用生物科学、园林学6个本科专业。作物学、园艺学、植物保护学、生物学（生物化学与分子生物学、生物物理学）4个博士后流动站。目前在校本科生667人，全日制硕士生512人，博士生370人。
现有教职工205人，其中专任教师155人，具有博士学位教师113人，硕士学位教师26人，研究生导师126人，其中博导61人。
学院设有党政办公室、组织人事科、研究生教育科、本科与继续教育管理科、科研与地方合作科、院团委（学工办）6个部门，现任院长为周雪平。

## 重点学科
- 2个一级学科国家重点学科：园艺学（覆盖果树学、蔬菜学、茶学3个二级学科）、植物保护（覆盖植物病理学、农业昆虫与害虫防治、农药学3个二级学科）
- 2个二级学科国家重点学科：生物物理学、作物遗传育种
- 2个农业部重点学科：植物病理学、农业昆虫与害虫防治
- 8个浙江省重点学科：生物物理学、作物遗传育种、作物栽培学与耕作学、果树学、蔬菜学、茶学、植物病理学、农业昆虫与害虫防治

## 重点实验室
- 1个国家重点实验室（与中国水稻所共建）：水稻生物学
- 3个农业部重点开放实验室：核农学、园艺植物生长发育与品质调控、作物病虫分子生物学
- 1个浙江省重点实验室：核农学